# Duncan Robinson
Duncan McBryde Robinson, né le 22 avril 1994 à York dans le Maine, est un joueur américain de basket-ball. Il évolue aux postes d'arrière et ailier.

## Biographie

### Carrière universitaire
Entre 2013 et 2014, il joue pour les Ephs de Williams.
Entre 2015 et 2018, il joue pour les Wolverines du Michigan à l'université du Michigan.

### Carrière professionnelle

#### Heat de Miami (2018-2025)
Il se présente à la draft 2018 de la NBA mais n'est pas sélectionné.
Le 10 juillet 2018, il signe un contrat "two-way" avec le Heat de Miami pour la saison à venir. Le 10 avril 2019, il signe un contrat de plusieurs saisons avec le Heat de Miami.
Le 20 août 2020, il égale le record de paniers à trois points inscrits en playoffs par un joueur du Heat avec 7 paniers marqués dans une victoire contre les Pacers de l'Indiana.
le 7 janvier 2021, face aux Celtics de Boston, il devient le joueur le plus rapide de l’histoire de la NBA à atteindre les 300 paniers à 3 points en seulement 95 matchs.
Lors du marché des agents libres de 2021, Duncan Robinson re-signe avec le Heat pour un contrat de 90 millions de dollars sur cinq ans, devenant aussi le joueur non drafté le mieux payé de l'histoire.
Le 17 mars 2024, lors d'une rencontre face aux Pistons de Detroit, il devient le joueur le plus rapide de l'histoire de la NBA à atteindre les 1 000 paniers à 3 points.

#### Pistons de Détroit (depuis 2025)
Agent libre à l'été 2025, Robinson signe avec les Pistons de Détroit pour un contrat de 48 millions de dollars sur trois ans.

## Palmarès
- Champion de la Conférence Est en 2020 et 2023 avec le Heat de Miami.

## Statistiques

### Université
| Saison          | Équipe   | Matchs | Titul. | Min./m | % Tir | % 3pts | % LF | Rbds/m. | Pass/m. | Int/m. | Ctr/m. | Pts/m. |
| --------------- | -------- | ------ | ------ | ------ | ----- | ------ | ---- | ------- | ------- | ------ | ------ | ------ |
| 2013-2014       | Williams | 32     | 31     | 34,7   | 55,7  | 45,3   | 87,8 | 6,50    | 1,84    | 1,12   | 1,19   | 17,12  |
| 2015-2016       | Michigan | 36     | 27     | 28,9   | 45,7  | 45,0   | 88,6 | 3,50    | 1,81    | 0,64   | 0,22   | 11,17  |
| 2016-2017       | Michigan | 38     | 3      | 20,1   | 47,0  | 42,4   | 78,1 | 1,74    | 0,87    | 0,39   | 0,24   | 7,66   |
| 2017-2018       | Michigan | 41     | 19     | 25,8   | 44,0  | 38,4   | 89,1 | 2,44    | 1,07    | 0,66   | 0,39   | 9,24   |
| Total (NCAA I)  |          | 115    | 49     | 24,9   | 45,5  | 41,9   | 86,4 | 2,54    | 1,23    | 0,57   | 0,29   | 9,32   |
| Total (NCAA II) |          | 32     | 31     | 34,7   | 55,7  | 45,3   | 87,8 | 6,50    | 1,84    | 1,12   | 1,19   | 17,12  |

### Professionnelles
Gras = ses meilleures performances

#### Saison régulière
| Saison    | Équipe | Matchs | Titul. | Min./m | % Tir | % 3pts | % LF | Rbds/m. | Pass/m. | Int/m. | Ctr/m. | Pts/m. |
| --------- | ------ | ------ | ------ | ------ | ----- | ------ | ---- | ------- | ------- | ------ | ------ | ------ |
| 2018-2019 | Miami  | 15     | 1      | 10,7   | 39,1  | 28,6   | 66,7 | 1,27    | 0,33    | 0,33   | 0,00   | 3,33   |
| 2019-2020 | Miami  | 73     | 68     | 29,7   | 47,0  | 44,6   | 93,1 | 3,18    | 1,40    | 0,48   | 0,26   | 13,47  |
| 2020-2021 | Miami  | 72     | 72     | 31,4   | 43,9  | 40,8   | 82,7 | 3,47    | 1,76    | 0,60   | 0,28   | 13,08  |
| 2021-2022 | Miami  | 79     | 68     | 25,9   | 39,9  | 37,2   | 83,6 | 2,60    | 1,60    | 0,50   | 0,20   | 10,90  |
| 2022-2023 | Miami  | 42     | 1      | 16,5   | 37,1  | 32,8   | 90,6 | 1,60    | 1,10    | 0,30   | 0,00   | 6,40   |
| 2023-2024 | Miami  | 68     | 36     | 28,0   | 45,0  | 39,5   | 88,9 | 2,50    | 2,80    | 0,70   | 0,20   | 12,90  |
| 2024-2025 | Miami  | 74     | 37     | 24,1   | 43,7  | 39,3   | 88,7 | 2,30    | 2,40    | 0,50   | 0,10   | 11,00  |
| Total     |        | 423    | 283    | 26,0   | 43,4  | 39,7   | 87,4 | 2,60    | 1,80    | 0,50   | 0,20   | 11,30  |

Mise à jour le 2 juillet 2025

#### Playoffs
| Saison | Équipe | Matchs | Titul. | Min./m | % Tir | % 3pts | % LF | Rbds/m. | Pass/m. | Int/m. | Ctr/m. | Pts/m. |
| ------ | ------ | ------ | ------ | ------ | ----- | ------ | ---- | ------- | ------- | ------ | ------ | ------ |
| 2020   | Miami  | 21     | 21     | 28,6   | 42,6  | 39,7   | 86,8 | 2,76    | 1,81    | 0,67   | 0,29   | 11,67  |
| 2021   | Miami  | 4      | 4      | 24,9   | 37,9  | 37,0   | 90,0 | 2,75    | 0,75    | 0,75   | 0,00   | 10,25  |
| 2022   | Miami  | 13     | 0      | 12,2   | 43,9  | 38,3   | 83,3 | 1,80    | 0,40    | 0,30   | 0,10   | 5,60   |
| 2023   | Miami  | 23     | 1      | 18,2   | 47,5  | 44,2   | 87,5 | 1,50    | 1,70    | 0,30   | 0,10   | 9,00   |
| 2024   | Miami  | 5      | 0      | 11,9   | 31,3  | 23,1   | –    | 1,00    | 1,20    | 0,40   | 0,10   | 2,60   |
| 2025   | Miami  | 4      | 0      | 14,8   | 35,7  | 33,3   | 75,0 | 1,00    | 0,30    | 0,00   | 0,00   | 4,30   |
| Total  |        | 70     | 26     | 19,9   | 43,6  | 39,9   | 86,4 | 1,90    | 1,30    | 0,40   | 0,10   | 8,50   |

Mise à jour le 2 juillet 2025

## Records sur une rencontre en NBA
Les records personnels de Duncan Robinson en NBA sont les suivants, :
| Record de la franchise |

| Type de statistique        | Saison régulière | Saison régulière        | Saison régulière  | Playoffs | Playoffs              | Playoffs          |
| Type de statistique        | Record           | Adversaire              | Date              | Record   | Adversaire            | Date              |
| -------------------------- | ---------------- | ----------------------- | ----------------- | -------- | --------------------- | ----------------- |
| Points                     | 34               | Hawks d'Atlanta         | 10 décembre 2019  | 27       | Hawks d'Atlanta       | 17 avril 2022     |
| Paniers marqués            | 12               | Hawks d'Atlanta         | 10 décembre 2019  | 9        | Hawks d'Atlanta       | 17 avril 2022     |
| Paniers tentés             | 18               | @ 76ers de Philadelphie | 12 janvier 2021   | 15       | 2 fois                | 2 fois            |
| Paniers à 3 points réussis | 10               | Hawks d'Atlanta         | 10 décembre 2019  | 8        | Hawks d'Atlanta       | 17 avril 2022     |
| Paniers à 3 points tentés  | 17               | Celtics de Boston       | 4 novembre 2021   | 13       | 2 fois                | 2 fois            |
| Lancers francs réussis     | 7                | 2 fois                  | 2 fois            | 6        | Lakers de Los Angeles | 6 octobre 2020    |
| Lancers francs tentés      | 9                | 76ers de Philadelphie   | 3 février 2020    | 6        | 2 fois                | 2 fois            |
| Rebonds offensifs          | 3                | 2 fois                  | 2 fois            | 2        | Celtics de Boston     | 25 mai 2022       |
| Rebonds défensifs          | 10               | @ Nets de Brooklyn      | 1er décembre 2019 | 5        | 4 fois                | 4 fois            |
| Rebonds totaux             | 10               | 2 fois                  | 2 fois            | 6        | Celtics de Boston     | 27 septembre 2020 |
| Passes décisives           | 7                | @ Nets de Brooklyn      | 3 mars 2022       | 4        | 2 fois                | 2 fois            |
| Interceptions              | 3                | 7 fois                  | 7 fois            | 2        | 3 fois                | 3 fois            |
| Contres                    | 2                | 6 fois                  | 6 fois            | 1        | 7 fois                | 7 fois            |
| Balles perdues             | 5                | @ Kings de Sacramento   | 7 février 2020    | 2        | 6 fois                | 6 fois            |
| Minutes jouées             | 46               | @ 76ers de Philadelphie | 12 janvier 2021   | 39       | Lakers de Los Angeles | 4 octobre 2020    |

- Double-double : 2
- Triple-double : 0

Dernière mise à jour : 17 août 2022